# 平蛤蜊
平蛤蜊（学名：Mactra mera），是帘蛤目马珂蛤科马珂蛤属的一种。主要分布于新加坡、马来西亚、中国大陆、台湾，常栖息在潮间带至潮下带。